# Sternohammus atricornis
Sternohammus atricornis là một loài bọ cánh cứng trong họ Cerambycidae.